# Роди (Империја)
Роди је насеље у Италији у округу Империја, региону Лигурија.
Према процени из 2011. у насељу је живело 31 становника. Насеље се налази на надморској висини од 374 м.